# Откелбай
Откелбай (каз. Өткелбай) — упразднённое село в Карагандинской области Казахстана. Находилось в подчинении городской администрации Жезказгана. Входило в состав Сарыкенгирского сельского округа. Код КАТО — 351845139. Ликвидировано в 2010 году.

## Население
В 1999 году население села составляло 36 человек (21 мужчина и 15 женщин). По данным переписи 2009 года, в селе проживало 45 человек (26 мужчин и 19 женщин).